# أدريان كامبل
أدريان كامبل (بالإنجليزية: Adrian Campbell)‏ هو لاعب كرة قدم أسترالية أسترالي، ولد في 4 يناير 1969 في Ringwood, Victoria ‏ في أستراليا.

## وصلات خارجية
- أدريان كامبل على موقع AustralianFootball.com (الإنجليزية)
- أدريان كامبل على موقع AFLtables.com (الإنجليزية)